# Jerca Korče
Jerca Korče, slovenska političarka; * 27. februar 1990, Ljubljana.
Na državnozborskih volitvah 2018 je bila pri Listi Marjana Šarca izvoljena za poslanko v Državnem zboru Republike Slovenije. Postala je podpredsednica poslanske skupine Liste Marjana Šarca. Leta 2008 je maturirala na Gimnaziji Jožeta Plečnika Ljubljana. Med letoma 2012 in 2014 je bila predsednica Kluba logaških študentov. Avgusta 2021 je med poslanskim mandatom rodila hčerko. Po poročanju lokalnih medijev naj bi živela v Idriji.